# El último caballero
El Último Caballero es el álbum de debut de la banda valenciana de power metal, Opera Magna. Fue lanzado en mayo de 2006, aunque únicamente se podía adquirir en Valencia, España. En 2007 Opera Magna ficha por la compañía de Alberto Ardines, Triple A Metal, con la que fue reeditado el disco, obteniendo una gran acogida por parte tanto de la prensa como del público. 

## Formación
- José Vicente Broseta (Voz)
- Alejandro Penella (Bajo)
- Fernando Asensi (Batería)
- Quique Mompó y F.J. Nula (Guitarras)

## Lista de canciones
1. Al otro lado del espejo - 1:28
2. Horizontes de Gloria - 4:46
3. Largo Viaje - 5:11
4. El Fuego de mi Venganza - 6:00
5. Un Sueño, Una Esperanza - 1:38
6. Lamentos en la Oscuridad - 7:19
7. Tierras de Tormento - 5:00
8. Más Allá de la Muerte - 4:49
9. La Sangre del Enemigo - 5:23
10. El Último Caballero - 12:56